# Karl Volk (Bildhauer)
Karl Volk (* 8. Juni 1885 in Jungnau; † 4. November 1965 in Sigmaringen) war ein deutscher Bildhauer.
Karl Volk wurde am 8. Juni 1885 in Jungnau (Oberamt Sigmaringen) geboren und wuchs mit neun Geschwistern auf dem elterlichen Bauernhof auf. Seine künstlerische Ausbildung begann er im Jahre 1900 als Lehrling bei dem Fürstlich Hohenzollerischen Hofbildhauer August Schädler in Sigmaringen. Nach der praktischen Lehrzeit besuchte Volk in München die Kunstgewerbeschule und arbeitete anschließend in verschiedenen Bildhauerwerkstätten. Als Soldat geriet Volk in französische Kriegsgefangenschaft und kam 1916 im Rahmen eines Gefangenenaustauschs als Internierter in die Schweiz. In Luzern konnte er eine für die Soldaten eingerichtete Kunstgewerbeschule besuchen und ein Bildhaueratelier nutzen, das den Internierten zur Verfügung stand. Nach dem Krieg war er einige Zeit in Jena als Zeichenlehrer tätig, bevor er nach Berlin zog, wo zwei seiner Brüder lebten und er ein Atelier bezog, um als freier Künstler zu arbeiten. Aufträge für Gefallenen-Denkmäler brachten Volk zurück ins heimatliche Hohenzollern nach Sigmaringen. Aufträge der katholischen Kirchengemeinden Hohenzollerns wurden zu einem wichtigen wirtschaftlichen Standbein Volks. Seine geschnitzten Altarfiguren wurden häufig von dem Sigmaringer Restaurator Andreas Knupfer (1895–1960) gefasst. Neben neobarocken Altären entstanden Heiligenfiguren, zum Teil als Repliken mittelalterlicher Plastik. Grabmäler führte Volk in unterschiedlichen Materialien aus. Überwiegend religiösen Themen widmeten sich auch seine kleinplastischen Darstellungen, unter denen sich etliche Weihnachtskrippen finden.